# Relations entre la Slovaquie et l'Ukraine
Les relations entre la Slovaquie et l'Ukraine ont été établies le 1er janvier 1993, le jour où la Tchécoslovaquie a été dissoute. Les deux pays ont 98 km de frontière commune, qui constitue également une partie de la frontière orientale de l'Union européenne et de l'espace Schengen ; il y a environ 5 600 slovaques habitant en Ukraine dans l'Oblast de Transcarpatie (qui jusqu'en 1938 était une région tchécoslovaque) et entre 40 000 et 100 000 ukrainiens en Slovaquie.
La Slovaquie a une ambassade à Kiev, un consulat général à Oujhorod, et deux consulats honoraires à Donetsk et Oujhorod, l'Ukraine une ambassade à Bratislava et un consulat à Prešov. La Slovaquie est favorable à l'entrée de l'Ukraine dans l'UE,.
Les deux pays sont alliés, la Slovaquie faisant partie de l'OTAN et l'Ukraine est en association avec l'OTAN faisant partie du Partenariat pour la Paix.
Cependant, depuis l'arrivée au pouvoir du nationaliste Robert Fico en septembre 2023, la Slovaquie arrête sa fourniture d'armes à l'Ukraine, alors envahie par la Russie. Fico déclare également qu'il est contre l'adhésion de l'Ukraine à l'OTAN.